# Стехово (Могилёвская область)
Сте́хово, также Стёхово (бел. Сцёхаў) — деревня в составе Мощаницкого сельсовета Белыничского района Могилёвской области Республики Беларусь.
До декабря 2012 года входила в состав упразднённого Эсьмонского сельсовета.
Название деревни происходит от слова «стекать», «стёки», поскольку деревня находится на возвышенности и имеет множество крутых склонов по которым стекала вода.

## Географическое положение
Рядом с деревней расположено Стеховское водохранилище.

## Фотогалерея

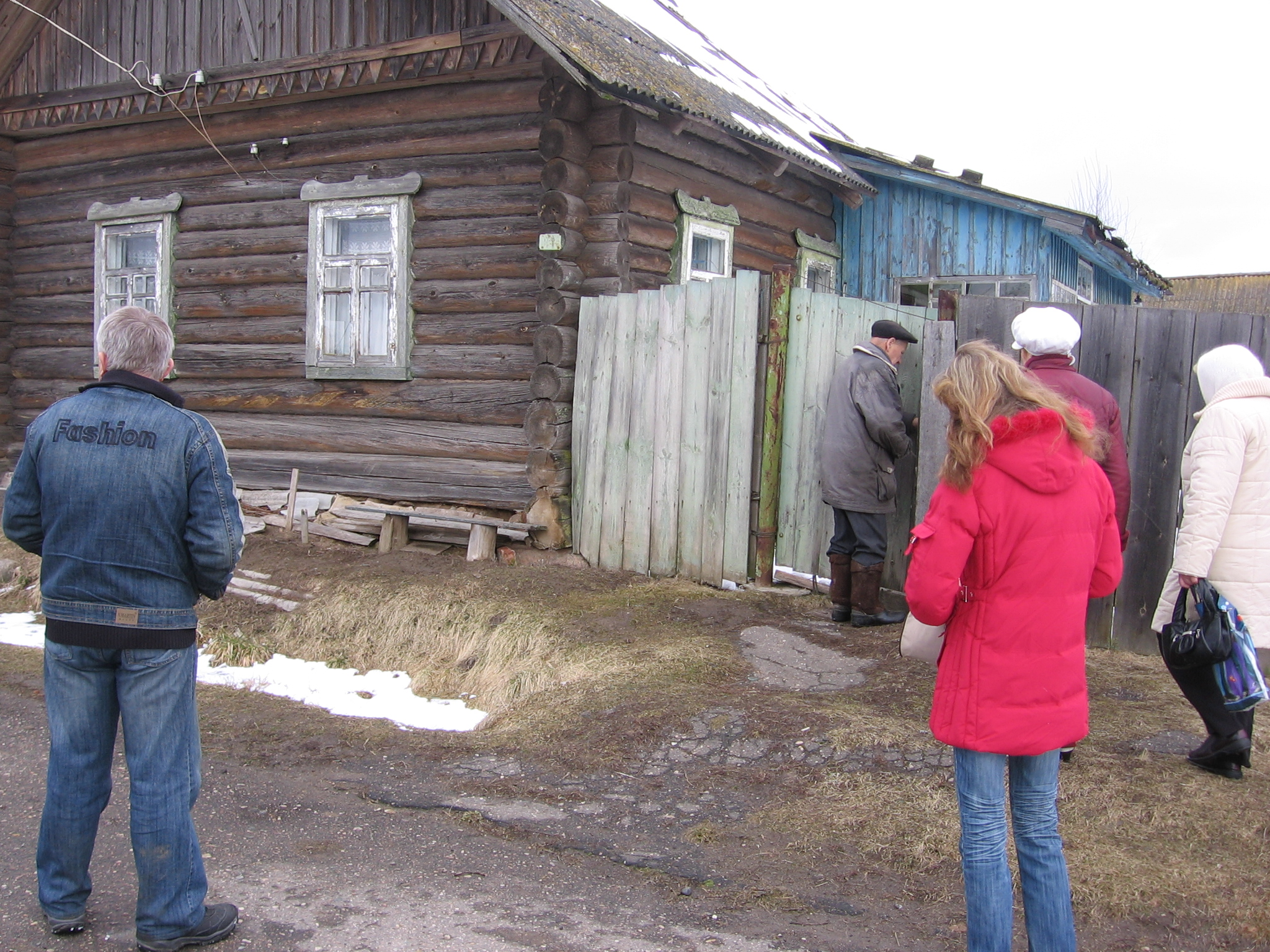
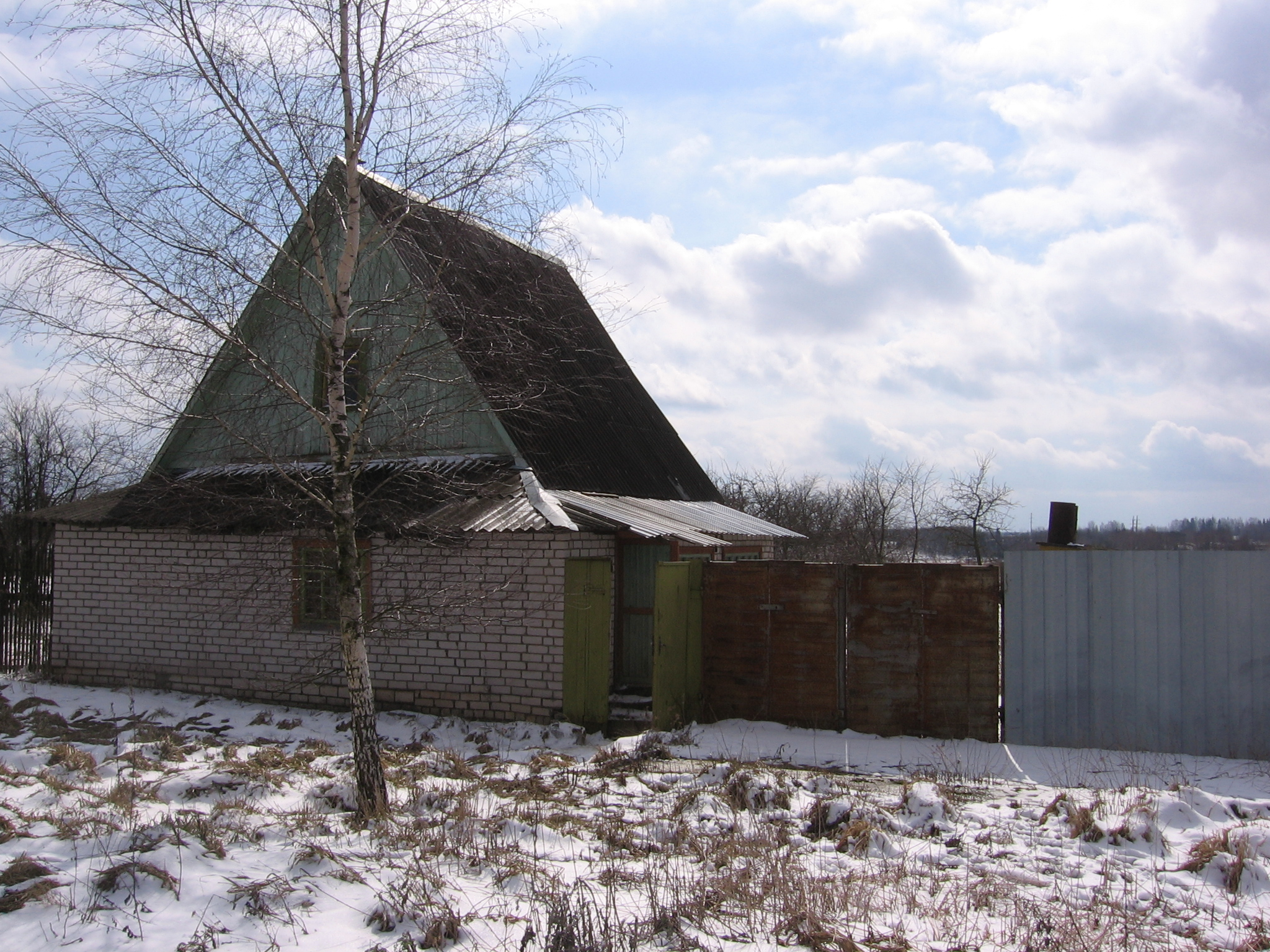
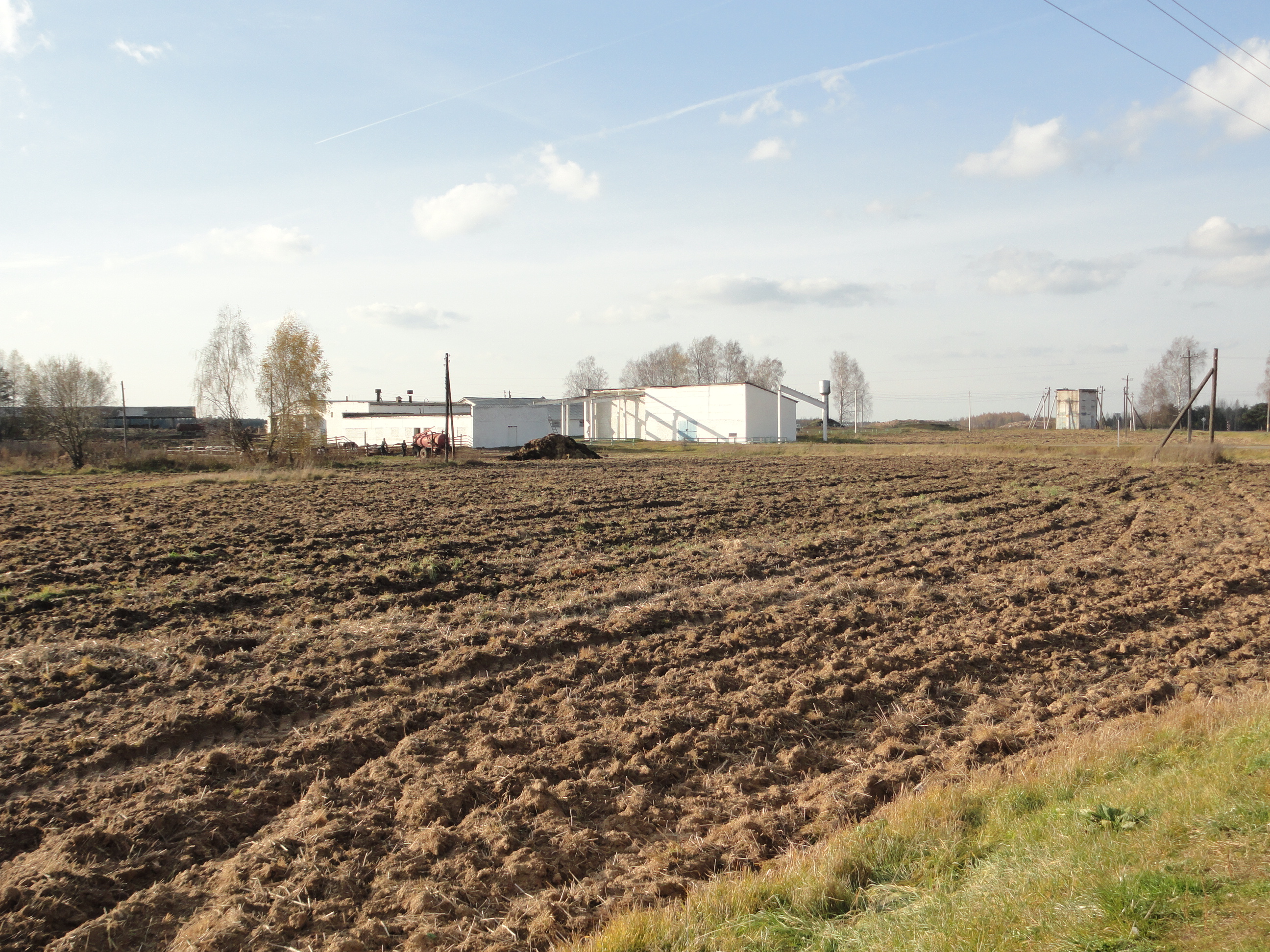

## Население
- 2010 год — 65 человек